# Jugoslavensko rukometno prvenstvo za žene 1954.
Prvenstvo Jugoslavije u rukometu za žene za 1954. godinu je osvojila ekipa Železničar iz Beograda.

## Ljestvica završnice
Završnici prvenstva, u koju su se plasirale četiri ekipe su prethodila podsavezna i republička natjecanja.
| poz | klub                  | ut | pob | rem | por | g+ | g- | bod |
| --- | --------------------- | -- | --- | --- | --- | -- | -- | --- |
| 1.  | Železničar Beograd    | 3  | 3   | 0   | 0   | 17 | 5  | 6   |
| 2.  | Lokomotiva Virovitica | 3  | 2   | 0   | 1   | 24 | 5  | 4   |
| 3.  | Svoboda Ljubljana     | 3  | 1   | 0   | 2   | 6  | 9  | 2   |
| 4.  | Doboj                 | 3  | 0   | 0   | 3   | 3  | 31 | 0   |

## Republička prvenstva

### Prvenstvo Hrvatske
Republički turnir održan u Novoj Gradiški uz sudjelovanje četiri ekipe.
Poredak:
1. Lokomotiva Virovitica
2. Proleter Slavonski Brod
3. Slavonka Nova Gradiška
4. Zagreb